# Arthur von Diossy
Arthur von Diossy, gebürtig Arthur Edler von Schleppnik, (* 26. Mai 1889 in Wien, Österreich-Ungarn; † 29. September 1940 in Berlin) war ein österreichischer Schauspieler bei Bühne und Film.

## Leben und Wirken
Arthur von Schleppnik entstammte einer alten österreichischen Adelsfamilie und sollte, der Familientradition entsprechend, eine Diplomatenkarriere ansteuern. Stattdessen entschied er sich für die Schauspielerei und nahm heimlich Unterricht bei den Hofschauspielern Carl von Zeska und Otto Rub. Schleppnik nahm das Pseudonym von Diossy an und begann in den letzten Jahren vor Ausbruch des Ersten Weltkriegs an kleinen Provinzbühnen zu spielen. Auch an diversen Varietés versuchte sich der Wiener Künstler mit dem markanten Mittelscheitel und gab Gastspiele an der Berliner Scala. 
Etwa zehn Jahre lang hielt sich Arthur von Diossy in der Schweiz auf und war Leiter des Zürcher Revue-Theaters. In dieser Zeit gab er auch Gastspiele in Städten wie Basel, Bern, Lugano, Paris, Nizza und sogar in Kairo. Anschließend wurde Berlin sein letzter Lebensmittelpunkt. Seine finale Bühnenstation war das Berliner Metropol-Theater, wo er sich erneut als Entertainer unter Beweis stellen konnte. Diossys Auftritte im Film – seinen Einstand gab er bereits 1913 in einem im exotischen Milieu spielen Detektivabenteuer – waren eklektischer Natur, und seine Rollen kamen nur selten über das Chargenformat hinaus.

## Filmografie
- 1913: Die Krone der Kaiserin von Indien
- 1930: In Wien hab’ ich einmal ein Mädel geliebt
- 1931: Strohwitwer
- 1937: Die gläserne Kugel
- 1938: Mordsache Holm
- 1938: Verliebtes Abenteuer
- 1939: Rote Mühle
- 1940: Angelika
- 1940: Die drei Codonas